# Renaissance (álbum)
Renaissance es el álbum debut de la banda de rock progresivo británica Renaissance, lanzado en 1969.

## Temas
Todas las canciones escritas y compuestas por Keith Relf and Jim McCarty, with themes by John Hawken and Louis Cennamo, except where noted. 
| Cara A |                    |          |  |
| N.º    | Título             | Duración |  |
| 1.     | «Kings and Queens» | 10:56    |  |
| 2.     | «Innocence»        | 7:07     |  |

| Cara B |                                   |          |  |
| N.º    | Título                            | Duración |  |
| 3.     | «Island»                          | 5:58     |  |
| 4.     | «Wanderer» (John Hawken, McCarty) | 4:02     |  |
| 5.     | «Bullet»                          | 11:21    |  |

## Personal

### Renaissance
- Jane Relf - voces, percusión
- Keith Relf - guitarra eléctrica, voces, armónica
- John Hawken - piano, clavicordio
- Louis Cennamo - bajo eléctrico
- Jim McCarty - batería, voces

### Producción
- Paul Samwell-Smith - productor
- Andy Johns - ingeniero

- Datos: Q1243556